# 革命工人党 (玻利维亚)
革命工人党（西班牙语：Partido Obrero Revolucionario）是玻利维亚的一个托洛茨基主义政党。1935年12月，该党成立于阿根廷科尔多瓦。在该党的发展达到鼎盛的1940年代后期至1950年代前期，该党成为世界历史上少有的获得本国大量工人支持的托洛茨基主义政党，1954年，该党内部分裂为洛拉派和冈萨雷斯派。1956年，洛拉派独立建党，也以“革命工人党”为名。1988年，洛拉派主导建立国际托派组织争取重建第四国际联络委员会。目前，冈萨雷斯派已消亡，而洛拉派虽已衰落，但仍继续开展活动，出版刊物《群众》。